# Yumi, Yumi, Yumi
Yumi, Yumi, Yumi ('Nosotros, Nosotros, Nosotros') es el himno nacional de Vanuatu. Fue escrito y compuesto por François Vincent Ayssav (nacido en 1955) y adoptado en 1980.
La palabra yumi 'nosotros' es un reanálisis morfémico del inglés you and me 'tú y yo', es decir, nosotros.

## Versión enbislama
Coro:

Yumi, Yumi, Yumi i glat blong talem se, 

Yumi, Yumi, Yumi i man blong Vanuatu!
God i givim ples ya long yumi,

Yumi glat tumas long hem,

Yumi strong mo yumi fri long hem,

Yumi brata evriwan!
Coro
Plante fasin blong bifo i stap,

Plante fasin blong tedei,

Be yumi i olsem wan nomo,

Hemia fasin blong yumi!
Coro
Yumi save plante wok i stap,

Long ol aelan blong yumi,

God i helpem yumi evriwan,

Hem i papa blong yumi,
Coro

## Traducción al español
Coro:

Nosotros (Nosotros, nosotros) estamos felices de proclamar

Nosotros (Nosotros, nosotros) somos la gente de Vanuatu!
Dios nos ha dado esta tierra;

Esto nos causa gran regocijo.

Somos fuertes, somos libres en esta tierra;

Todos somos hermanos.
Coro
Tenemos muchas tradiciones

Y estamos encontrando nuevas maneras.

Deberemos ser un solo pueblo,

Deberemos estar unidos por siempre.
Coro
Sabemos que hay mucho trabajo por hacer

En todas nuestras islas.

¡Que Dios, nuestro Padre, nos ayude!

¡Él es nuestro Padre!
Coro